# الأب أعلم
الأب أعلم (بالإنجليزية: Father Knows Best)‏ هو مسلسل كوميديا موقف تم إنتاجه في الولايات المتحدة. بدأ عرضه في سنة 1954. بلغ عدد مواسم المسلسل 6 مواسم، بلغ عدد حلقاته 203 حلقات، وتبلغ مدة الحلقة الواحدة 26 دقيقة. تم بث المسلسل لأول مرة بتاريخ 3 أكتوبر 1954 بينما تم بث آخر حلقة منه بتاريخ 23 مايو 1960. من بطولة إليانور أودلي، لورين تشابين، بيلي غراي وإلينور دوناهو.

## روابط خارجية
- الأب أعلم على موقع IMDb (الإنجليزية)
- الأب أعلم على موقع ميتاكريتيك (الإنجليزية)
- الأب أعلم على موقع الموسوعة البريطانية (الإنجليزية)
- الأب أعلم على موقع روتن توميتوز (الإنجليزية)
- الأب أعلم على موقع كينوبويسك (الروسية)
- الأب أعلم على موقع قاعدة بيانات الفيلم (الإنجليزية)